# ドン・フライ
ドン・フライ（Don Frye、1965年11月23日 - ）は、アメリカ合衆国の総合格闘家、プロレスラー。アリゾナ州シエラビスタ出身。チーム・フライ所属。柔道三段。UFC殿堂入り。
豊富な格闘技経験で培われた技術と男気溢れるファイトで人気を博している。口髭がトレードマーク。

## 来歴
高校時代にレスリングを始める。進学したアリゾナ州立大学でダン・スバーンのコーチを受け、1987年に全米選手権でグレコローマン、フリースタイル両部門で優勝するなど活躍し、1年後にオクラホマ州立大学スティルウォーター校へ編入してランディ・クートゥアらとトレーニングを積んだ。
大学卒業後、消防士と救急救命士として働きながら1989年8月28日にプロボクシングでデビューしてKO勝ちを収めた。また、この時期に柔道を始めて黒帯を取得している。
1995年12月、スバーンがUltimate Ultimate 1995に出場する際のスパーリングパートナーを務めたことがきっかけで、フライ自身もUFCへ出場が決まる。
レスリングとボクシングの下地を生かしたファイトでUFC 8で優勝するなど、ケン・シャムロックらと共に主力選手として黎明期を支えた。
1996年7月12日、UFC 10のトーナメントで決勝まで勝ち進むがマーク・コールマンに敗戦した。
1996年12月7日、Ultimate Ultimate 1996のトーナメントに出場し、決勝でタンク・アボットから勝利して優勝を果たした。
1997年にアルティメット界の大物として新日本プロレスに参戦し、実際にリングに上がると、その肩書きを捨て去るようなラフファイトを展開する。噛み付きや急所パンチなどの反則攻撃を繰り返し、一匹狼のヒールとして活躍するが、あまりの暴走ぶりに対戦相手やセコンドが本気で激昂するほどであり、小川直也戦では勝ち名乗りをあげた小川に不意打ちを仕掛け、試合を見守っていたアントニオ猪木がリング内に乱入し、鉄拳制裁を見舞った。1998年にはトーナメントを勝ち抜き、猪木の引退試合の対戦相手を務めている。
1999年には蝶野正洋から勧誘を受けてTEAM 2000に加入し、暴れまわった。2001年に仲違いを起こしたために脱退すると、今度は武藤敬司が率いるBATTに加入し、同年9月には「外国人版G1クライマックス」の名目で開催された「2001 G1 WORLD」に参戦する。スコット・ホールを秒殺KOするなど勝ち星を重ね、スコット・ノートンを破って優勝した。このシリーズの1か月前、盟友であるブライアン・ジョンストンが脳梗塞に倒れたばかりであり、公式戦中は彼が所属していたユニット「G-EGGS」Tシャツを着用して回復を祈っていた。それゆえ、優勝インタビューではジョンストンについて尋ねられると号泣した。
2001年9月24日、PRIDE初参戦となったPRIDE.16でギルバート・アイブルに勝利して約5年ぶりに総合格闘技に本格復帰した。ただし、この試合による負傷で、新日本プロレスで計画されていた「G1クライマックス覇者 VS G1 WORLD覇者」による決定戦が白紙となっている。
2002年6月23日のPRIDE.21では、高山善廣とお互いが相手の首に手をかけてまったく避けずに殴り合う壮絶な戦いを繰り広げ、マウントパンチでTKO勝ちを収める。それ以降は「PRIDE男塾塾長」と呼ばれ、男気溢れるキャラクターを確立して日本のファンの人気を獲得した。8月28日、Dynamite!でジェロム・レ・バンナとK-1ルールで対戦し、KO負けを喫したが、あえて不利なルールを呑んで真っ向から打ち合う戦いぶりで、観客や放送席から称賛を受けた。11月24日、PRIDE.23で吉田秀彦と対戦し、腕ひしぎ十字固めで見込み一本負けを喫した。
2004年には映画『ゴジラ FINAL WARS』に出演し、地球防衛軍の荒くれ艦長ダグラス・ゴードン大佐役を担当する。同映画ではグローマンズ・チャイニーズ・シアターでのワールドプレミアにも同行してハリウッドのレッドカーペットを歩き、現地の熱狂的なファンからラブコールを受けた。
2005年、映画『殴者 NAGURIMONO』にて高山善廣との試合を完全再現した。
2006年5月3日、初参戦となったHERO'Sで曙と対戦し、フロントチョークで一本勝ち。
2007年、日清食品「日清焼きそば U.F.O.」のCMで、U.F.O.学園 男道場の師範役を演じた。
2008年10月、プロレス・エキスポで久々にプロレスへ復帰し、因縁の高山善廣とタッグを結成するが仲間割れを起こし、敗北を喫した。
2009年、公開の映画『パブリック・エネミーズ』（ジョニー・デップ主演）にFBI捜査官のクラレンス・ハート捜査官役で出演。
2011年、 ルーベン・ビシャレアルとの試合後に現役を引退。引退後は手術を繰り返しており、2016年には手術中に昏睡状態となって3週間意識不明の状態に陥った。
2019年2月、武藤敬司プロデュースPRO-WRESTLING MASTERSに出場。BATTの一員として参加し、対峙するTEAM 2000を挑発していたが、試合中に椅子攻撃を用いてBATTメンバーを裏切り、かつての古巣TEAM 2000の勝利をアシストした。

## 人物・エピソード
父親がアメリカ空軍に所属していたことから、幼少期は全米や世界、日本の沖縄の米軍基地などを転々としていた。そのころより基地で上映されていたゴジラなどの怪獣映画に親しんでいたといい、自身の目の動きはゴジラを真似ていると語っている。また、子どもたちの間で流行っていた。好きな作品として『モスラ対ゴジラ』『怪獣大戦争』『ゴジラ対メカゴジラ』を挙げている。
映画監督の北村龍平は、フライが入場時に格闘家として燃える顔を見せて観客の気持ちを燃え上がらせていたことから、何をやらせてもできると確信し、『ゴジラ FINAL WARS』に起用したと述べている。北村は、フライからなぜ起用したのか尋ねられた際には、「芝居はテクニックじゃない。スピリットの問題なんだ」と答えたという。
『ゴジラ FINAL WARS』で共演した水野真紀は、フライについて「いかついけどキュート」と評している。また水野によれば、フライの食事はロケ弁ではなく専用コックによる高タンパクで脂の少ないものを用意しており、さらに合間にはプロテインドリンクを飲んでいるしており、水野は格闘家の食事量に驚いたという。

## 戦績

### 総合格闘技
| 総合格闘技 戦績 | 総合格闘技 戦績 | 総合格闘技 戦績 | 総合格闘技 戦績 | 総合格闘技 戦績 | 総合格闘技 戦績 | 総合格闘技 戦績 |
| --------------- | --------------- | --------------- | --------------- | --------------- | --------------- | --------------- |
| 31 試合         | (T)KO           | 一本            | 判定            | その他          | 引き分け        | 無効試合        |
| 20 勝           | 7               | 11              | 1               | 1               | 1               | 1               |
| 9 敗            | 5               | 2               | 2               | 0               | 1               | 1               |

| 勝敗 | 対戦相手                 | 試合結果                                 | 大会名                                                                | 開催年月日     |
| ×    | ルーベン・ビシャレアル   | 1R 2:30 KO（パンチ）                     | Gladiator Challenge: Mega Stars 【GCライトヘビー級王座決定戦】        | 2011年12月11日 |
| ×    | デイブ・ハーマン         | 1R 1:00 TKO（パウンド）                  | Shark Fights 6                                                        | 2009年9月12日  |
| ○    | リッチ・モス             | 1R 2:12 チョークスリーパー               | Shark Fights 4                                                        | 2009年5月2日   |
| ×    | 美濃輪育久               | 1R 3:56 膝十字固め                       | 日韓親善国際格闘技大会 GLADIATOR                                      | 2008年8月16日  |
| ○    | ブライアン・パードー     | 1R 0:47 KO（パンチ連打）                 | NLF: Heavy Hands                                                      | 2008年1月26日  |
| ×    | ジェームス・トンプソン   | 1R 6:23 TKO（スタンドパンチ連打）        | PRIDE.34                                                              | 2007年4月8日   |
| ○    | キム・ミンス             | 2R 2:47 KO（右フック）                   | HERO'S 2006 ミドル&ライトヘビー級世界最強王者決定トーナメント決勝戦   | 2006年10月9日  |
| ○    | 山本宜久                 | 1R 4:52 チョークスリーパー               | HERO'S 2006 ミドル&ライトヘビー級世界最強王者決定トーナメント準々決勝 | 2006年8月5日   |
| △    | ルーベン・ビシャレアル   | 5分3R終了 ドロー                         | KOTC: Predator                                                        | 2006年5月13日  |
| ○    | 曙                       | 2R 3:50 フロントチョーク                 | HERO'S 2006 ミドル級世界最強王者決定トーナメント開幕戦                | 2006年5月3日   |
| ×    | 中尾芳広                 | 5分3R終了 判定0-3                        | K-1 PREMIUM 2004 Dynamite!!                                           | 2004年12月31日 |
| －   | 中尾芳広                 | 1R 1:21 ノーコンテスト（バッティング）   | ROMANEX 格闘技世界一決定戦                                            | 2004年5月22日  |
| ×    | ゲーリー・グッドリッジ   | 1R 0:39 KO（右ハイキック）               | PRIDE SPECIAL 男祭り 2003                                             | 2003年12月31日 |
| ×    | マーク・コールマン       | 3R（10分/5分/5分）終了 判定0-3           | PRIDE.26 REBORN                                                       | 2003年6月8日   |
| ×    | 吉田秀彦                 | 1R 5:32 腕ひしぎ十字固め                 | PRIDE.23                                                              | 2002年11月24日 |
| ○    | 高山善廣                 | 1R 6:10 TKO（マウントパンチ）            | PRIDE.21                                                              | 2002年6月23日  |
| ○    | ケン・シャムロック       | 3R（10分/5分/5分）終了 判定2-1           | PRIDE.19                                                              | 2002年2月24日  |
| ○    | シリル・アビディ         | 2R 0:33 チョークスリーパー               | INOKI BOM-BA-YE 2001                                                  | 2001年12月31日 |
| ○    | ギルバート・アイブル     | 1R 7:27 失格（サミング）                 | PRIDE.16                                                              | 2001年9月24日  |
| ○    | エリック・バルデス       | 1R 0:49 チョーク                         | Unified Shoot Wrestling Federation 5                                  | 1997年6月20日  |
| ○    | タンク・アボット         | 1R 1:22 チョークスリーパー               | Ultimate Ultimate 1996 【決勝】                                       | 1996年12月7日  |
| ○    | マーク・ホール           | 1R 0:20 アキレス腱固め                   | Ultimate Ultimate 1996 【準決勝】                                     | 1996年12月7日  |
| ○    | ゲーリー・グッドリッジ   | 1R 11:19 ギブアップ（疲労）              | Ultimate Ultimate 1996 【1回戦】                                      | 1996年12月7日  |
| ○    | マーク・ホール           | 1R 5:29 前腕チョーク                     | THE U-JAPAN SUPER FIGHTING '96 VOL.1                                  | 1996年11月17日 |
| ×    | マーク・コールマン       | 1R 11:34 TKO（パウンド）                 | UFC 10: The Tournament 【決勝】                                       | 1996年7月12日  |
| ○    | ブライアン・ジョンストン | 1R 4:37 ギブアップ（グラウンドの肘打ち） | UFC 10: The Tournament 【準決勝】                                     | 1996年7月12日  |
| ○    | マーク・ホール           | 1R 10:21 TKO（パウンド）                 | UFC 10: The Tournament 【1回戦】                                      | 1996年7月12日  |
| ○    | アマウリ・ビテッチ       | 1R 9:22 TKO（パウンド）                  | UFC 9: Motor City Madness                                             | 1996年5月17日  |
| ○    | ゲーリー・グッドリッジ   | 1R 2:14 ギブアップ                       | UFC 8: David vs. Goliath 【決勝】                                     | 1996年2月16日  |
| ○    | サム・アドキンス         | 1R 0:48 TKO（ドクターストップ）          | UFC 8: David vs. Goliath 【準決勝】                                   | 1996年2月16日  |
| ○    | トーマス・ラミレス       | 1R 0:08 KO（右フック）                   | UFC 8: David vs. Goliath 【1回戦】                                    | 1996年2月16日  |

### キックボクシング
| 勝敗 | 対戦相手             | 試合結果                 | 大会名                                             | 開催年月日    |
| ×    | ジェロム・レ・バンナ | 1R 1:30 KO（パンチ連打） | Dynamite! SUMMER NIGHT FEVER in 国立 【K-1ルール】 | 2002年8月28日 |

## 獲得タイトル
- UFC 8優勝（1996年）
- Ultimate Ultimate 1996優勝（1996年）

## 表彰
- UFC殿堂入り（2016年）

## 得意技
胴締めスリーパー・ホールド

## 入場テーマ曲
- Chaos B.C.（セパルトゥラ）

## 映画出演
- ゴジラ FINAL WARS（2004年） - ダグラス・ゴードン 役[2]
- 殴者 NAGURIMONO
- Big Stan
- パブリック・エネミーズ
- ロシアン・ルーレット